# وولفگانگ پلوتکه
وولفگانگ پلوتکه (آلمانی: Wolfgang Plottke; ۳۱ ژوئیهٔ ۱۹۴۸) قایقران روئینگ اهل آلمان بود.
وی در مسابقات کشوری و بین‌المللی در مجموع برندهٔ ۱ مدال نقره، ۲ مدال برنز شده‌است.